# Antoine Griezmann
Antoine Griezmann (Mâcon, 21. ožujka 1991.) francuski je nogometaš i bivši reprezentativac, njemačkog i portugalskog podrijetla koji igra na poziciji napadača. Trenutačno igra za španjolski klub Atlético Madrid. 
Počeo je svoju karijeru u Real Sociedadu, gdje je bio pet sezona prije prelaska u Atlético za 30 milijuna eura. Bio je pozvan od mnogobrojnih većih klubova kao što su Manchester United te Arsenal, ali je bio odlučio i ostati u Real Sociedadu Griezmann je bio mladi francuski reprezentativac, igrao je za francusku reprezentaciju do 19, do 20 i do 21. U 2010. bio je član tima koji je osvojio UEFA Europsko prvenstvo do 19 na domaćem terenu. 

Debitirao je za seniorsku reprezentaciju Francuske 2014. i igrao te godine Svjetsko prvenstvo. Francuski nogometni izbornik objavio je u svibnju 2016. popis za nastup na Europskom prvenstvu u Francuskoj, među kojim je i Griezmann bio. Reprezentativac francuske izabran je za najboljeg igrača Europskog prvenstva. Griezmann, koji je sa šest golova i dvije asistencije prvi strijelac turnira, proglašen je u izboru 13 tehničkih promatrača UEFA-e.
 
Odlučio je ostati u Atlético Madridu u lipnju 2017. nakon što je klubu potvrđeno kako neće moći dovoditi igrače do siječnja 2018. godine. "Čitavu sezonu govorio sam da se osjećam dobro i da želim ostati. Sad su nam nametnuli i embargo na ulazne transfere. Dogovorio sam s upravom kluba i svojim savjetnicima da ću ostati. Možemo imati prekrasnu sezonu, nadamo se da ćemo moći dovesti neka pojačanja u siječnju. Ovo je težak trenutak za klub, za igrače, ne bi bilo u redu sada otići", rekao je Francuz. 

Na dodjeli zlatne lopte 2018., završio je na trećem mjestu i sam je priznao kako je zaslužio zlatnu loptu više nego Modrić. "Kada su mi rekli da nisam ja dobio nagradu nego Modrić imao sam želju ostati sam. No, ponosan sam što sam u finalu. Na ceremoniji sam iz poštovanja." 

Griezmannov moto za svaku utakmicu govori kako Griezmann da sve od sebe za svaki put kada izađe igrati na stadion. "Like always, I'll give it my all on the pitch."